# Shin A-lam
Shin A-Lam (Geumsan, 23 de setembro de 1986) é uma esgrimista sul-coreana. Durante os Jogos Olímpicos de Verão de 2012, chegou à semifinal feminina, mas perdeu em uma partida controversa.
No terceiro dia da competição, 30 de julho de 2012, Shin enfrentou e perdeu para a alemã Britta Heidemann. A disputa estava empatada em 5 pontos quando, restando um segundo no cronômetro, Heidemann fez um ponto que decidiu a competição em 6 a 5. O treinador da atleta entrou com um recurso, mas não obteve sucesso na anulação do último ponto.
| “ | É difícil dizer como me sinto. Treinei durante quatro anos para conseguir uma medalha olímpica, e perdi em apenas um segundo. | ” |